# تاکو ایشیهارا
تاکو ایشیهارا (انگلیسی: Taku Ishihara؛ زادهٔ ۳ اکتبر ۱۹۸۸) بازیکن فوتبال اهل ژاپن است.
از باشگاه‌هایی که در آن بازی کرده‌است می‌توان به باشگاه فوتبال یوکوهاما مارینوس، باشگاه فوتبال ارتسگبیرگ آئو و باشگاه فوتبال زاربروکن اشاره کرد.